# Younes Bouab
Pour les articles homonymes, voir Bouab.
Younes Bouab est un acteur et scénariste marocain, né le 29 avril 1979 à Salé.

## Biographie
Younes Bouab né le 29 avril 1979 d'un père marocain et d'une mère française. Il grandit à Rabat et fait ses études collégiales à Descartes où il découvre la scène théâtrale pour la première fois. Il décroche son baccalauréat en lettre et part pour la Sorbonne à Paris. Younes Bouab en sortira quelques années plus tard avec une maîtrise en philosophie. Il renouera contact avec le théâtre durant ses dernières années à Paris. Son frère cadet, Assaâd Bouab est lui aussi comédien.

## Filmographie

### Cinéma
- 2012 : Road to Kabul de Brahim Chkiri : Ali
- 2012 : Zéro de Nour-Eddine Lakhmari : Amine Bertale, alias Zéro
- 2013 : Cheba Louisa de Françoise Charpiat : Yacine
- 2014 : Formatage de Mourad el Khaoudi : Fadel
- 2015 : Queen of the Desert de Werner Herzog : le Roi Faisal
- 2017 : La controfigura de Rä di Martino :
- 2017 : Razzia de Nabil Ayouch : Jawad
- 2017 : Alter Ego de Faiçal Ben (court-métrage) : Younes
- 2018 : Trahison d'état (Backstabbing for Beginners) de Per Fly : le médecin désespéré
- 2018 : Une urgence ordinaire de Mohcine Besri :
- 2018 : I love my mum d'Alberto Sciamma : le chauffeur de taxi
- 2018 : Achoura de Talal Selhami : Ali
- 2018 : L'Appartement d'Omar de Youssef Nathan Michraf (court-métrage) : Omar
- 2019 : Les 3 M, histoire inachevée de Saâd Chraïbi : Moise
- 2019 : Le Miracle du saint inconnu d'Alaa Eddine Aljem : le voleur
- 2020 : Jeûne d'été d'Abdenoure Ziane (court métrage) : le père
- 2020 : French Exit d'Azazel Jacobs : l'homme courageux dans le square
- 2022 : Tel Aviv Beyrouth (Tel Aviv/Beirut) de Michale Boganim : Fouad
- 2022 : Rebel d'Adil El Arbi et Bilall Fallah : Abu Amar[4]
- 2022 : A Woman in the Shadow de Jamal Belmejdoub : Said
- 2022 : Le Mont Moussa de Driss Mrini : Hakim
- 2022 : En route de Munir Abbar (court métrage)
- 2025 : Waves of Silence de Farzad Samsami : Rashid

### Télévision
- 2013 : Homeland, saison 3, épisode 12 Héros malgré lui (The Star) de Lesli Linka Glatter : commandant GRI
- 2014 : Les Mille et une nuits d'Anouar Moatassim (série tv) : le Roi
- 2015 : Le Bureau des légendes (série télévisée), saison 1, épisode 3 de Jean-Marc Moutout et Eric Rochant : SA2
- 2016 : Cannabis (mini-série télévisée) de Lucie Borleteau : Farid
- 2018 : Deep State (série télévisée), saison 1, épisode 1 A Kind of Warfare de Robert Connolly : l'officier de bureau
- 2018 : Für meine Tochter (téléfilm) de Stephan Lacant : Nabil
- 2019 : The Spy (mini série télévisée) de Gideon Raff, épisode The Immigrant : le photographe de l'ambassade syrienne
- 2020 : Messiah (série télévisée) créée par Michael Petroni, épisodes 7, 8, 9 : Cleric Zaid
- 2022 : Emily in Paris (série télévisée), saison 3, épisode 8 Fashion Victim de Katina Medina Mora : Ahmed
- 2023 : Stat (série télévisée), saison 2 : Rabi Chaker
- 2024 : Zielfahnder 3 (téléfilm) de Connie Walter : Jamal